# Stadsloop Appingedam
De  Huis & hypotheek Stadsloop Appingedam is een wegwedstrijd binnen de atletiek over een afstand van 10 kilometer, die jaarlijks eind juni plaatsvindt in de straten van de Groningse stad Appingedam in Nederland. Elk jaar verschijnt er een breed veld wedstrijdlopers aan de start van deze Stadsloop. Die groep bestaat uit internationale en nationale topatleten.

## Geschiedenis
De wedstrijd is een initiatief van Peter de Vries en Jan Dijkman en beleefde een eerste editie in 1997. De eerste editie werd bij de mannen gewonnen door Luke Kibet en bij de vrouwen door Nadja Wijenberg. 
Daarna is de wedstrijd doorgegroeid en heeft een record van ongeveer 2300 deelnemers. In de eerste editie na corona (2022) stonden er alweer 1100 deelnemers aan de start. Bekende atleten die deelnamen zijn Lornah Kiplagat, Hilda Kibet, Wilson Kipsang, Tsegay Kebede en Geoffrey Mutai.

## Parcoursrecords
- Mannen: 27.37 - Geoffrey Mutai  KEN (2013)
- Vrouwen: 30.23 - Fancy Chemutai  KEN (2017)

## Winnaars
| Jaar | Mannen            | Nationaliteit | Tijd  | Vrouwen              | Nationaliteit | Tijd  |
| ---- | ----------------- | ------------- | ----- | -------------------- | ------------- | ----- |
| 2024 | Frank Futselaar   | NED           | 29.38 | Eilish McColgan      | GBR           | 31.52 |
| 2023 | Geofrey Toroitich | KEN           | 28.22 | Andrea Deelstra      | NED           | 33.20 |
| 2022 | Workineh Tadesse  | ETH           | 28.45 | Rediet Daniel Molla  | ETH           | 32.53 |
| 2019 | Shadrack Koech    | KEN           | 28.22 | Ruth van der Meijden | NED           | 35.06 |
| 2018 | Vedic Kipkoech    | KEN           | 28.19 | Edith Chelimo        | KEN           | 32.13 |
| 2017 | John Langat       | KEN           | 28.06 | Fancy Chemutai       | KEN           | 30.23 |
| 2016 | John Langat       | KEN           | 27.59 | Dibaba Kuma          | ETH           | 32.30 |
| 2015 | John Langat       | KEN           | 27.58 | Dibaba Kuma          | ETH           | 32.11 |
| 2014 | Philip Langat     | KEN           | 28.10 | Caroline Kilel       | KEN           | 32.03 |
| 2013 | Geoffrey Mutai    | KEN           | 27.37 | Elizeba Cherono      | KEN           | 32.26 |
| 2012 | Philip Langat     | KEN           | 27.57 | Yebergual Melese     | KEN           | 32.38 |
| 2011 | Boniface Kirui    | KEN           | 28.02 | Joyce Chepkirui      | KEN           | 30.43 |
| 2010 | Peter Kamais      | KEN           | 27.49 | Lornah Kiplagat      | NED           | 31.53 |
| 2009 | Wilson Kipsang    | KEN           | 27.45 | Hilda Kibet          | NED           | 31.59 |
| 2008 | Wilson Kipsang    | KEN           | 28.39 | Chemtai Rionotukei   | KEN           | 33.58 |
| 2007 | Abdellah Falil    | MAR           | 28.05 | Genet Getaneh        | ETH           | 33.26 |
| 2006 | Jason Mbote       | KEN           | 28.29 | Flomena Chepchirchir | KEN           | 33.36 |
| 2005 | Thomas Chemitei   | KEN           | 28.48 | Genet Getaneh        | ETH           | 33.31 |
| 2004 | James Rotich      | KEN           | 28.34 | Lydia Cheromei       | KEN           | 31.59 |
| 2003 | Sammy Kipruto     | KEN           | 29.00 | Jane Kiptoo          | KEN           | 32.28 |
| 2002 | Daniël Rono       | KEN           | 29.23 | Zhor el Kamch        | MAR           | 31.40 |
| 2001 | Paul Biwott       | KEN           | 29.03 | Lenah Cheruiyot      | KEN           | 33.32 |
| 2000 | Ambessa Tolossa   | ETH           | 29.06 | Lornah Kiplagat      | KEN           | 32.10 |
| 1999 | Eiliud Kurgat     | KEN           | 29.02 | Irma Heeren          | NED           | 32.55 |
| 1998 | Luka Keitany      | KEN           | 28.30 | Susan Chepkemei      | KEN           | 33.35 |
| 1997 | Luke Kibet        | KEN           | 29.18 | Nadja Wijenberg      | NED           | 33.38 |

## Top 10 finishtijden
Mannen:
| Rang | Naam           | Land | Tijd  | Jaar | Plek |
| ---- | -------------- | ---- | ----- | ---- | ---- |
| 1    | Geoffrey Mutai | KEN  | 27.37 | 2013 | 1    |
| 2    | Wilson Kipsang | KEN  | 27.45 | 2009 | 1    |
| 3    | Peter Kamais   | KEN  | 27.49 | 2010 | 1    |
| 4    | Eric Ndiema    | KEN  | 27.56 | 2012 | 1    |
| 5    | Philip Langat  | ETH  | 27.57 | 2012 | 2    |
| 6    | John Langat    | KEN  | 27.58 | 2015 | 1    |
| 7    | Philip Langat  | KEN  | 27.58 | 2015 | 2    |
| 8    | John Langat    | KEN  | 27.59 | 2016 | 1    |
| 9    | David Kogei    | KEN  | 28.02 | 2013 | 2    |
| 10   | Boniface Kirui | KEN  | 28.02 | 2011 | 1    |

Vrouwen
| Rang | Naam            | Land | Tijd  | Jaar | Plek |
| ---- | --------------- | ---- | ----- | ---- | ---- |
| 1    | Fancy Chemutai  | KEN  | 30.23 | 2017 | 1    |
| 2    | Joyce Chepkirui | KEN  | 30.43 | 2011 | 1    |
| 3    | Yvonne Jelagat  | KEN  | 31.38 | 2017 | 2    |
| 4    | Zohr el Kamch   | MAR  | 31.40 | 2002 | 1    |
| 5    | Eilish McColgan | GBR  | 31.52 | 2024 | 1    |
| 6    | Lornah Kiplagat | NED  | 31.53 | 2010 | 1    |
| 7    | Lydia Cheromei  | KEN  | 31.59 | 2004 | 1    |
| 8    | Hilda Kibet     | NED  | 31.59 | 2009 | 1    |
| 9    | Caroline Kilel  | KEN  | 32.03 | 2014 | 1    |
| 10   | Leonidah Mosop  | KEN  | 32.08 | 2014 | 2    |

(Bijgewerkt t/m 2024)